# محمدحسین فروغی

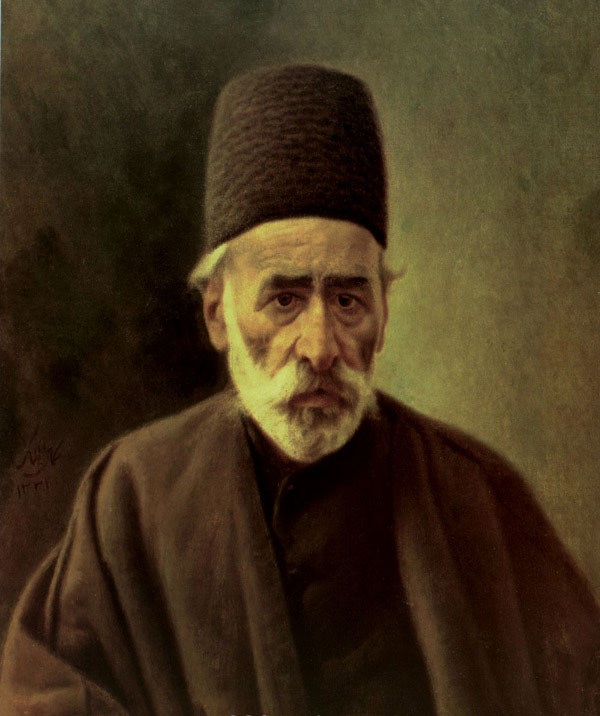
چهرهٔ ذُکاءُالمُلک اوّل (محمدحسین خان فروغی)، اثر کمال‌الملک

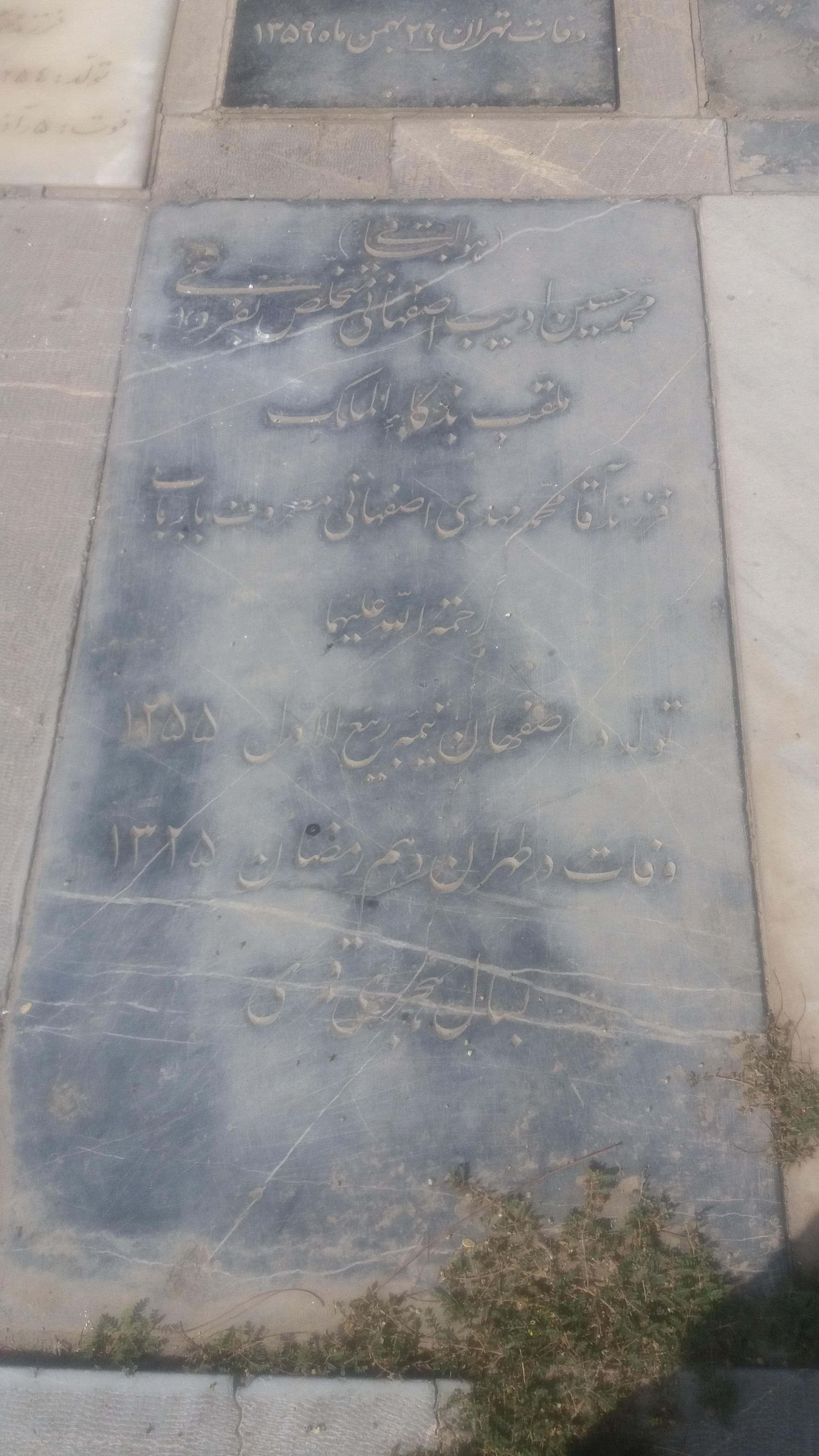
قبر محمدحسین خان فروغی در گورستان ابن‌بابویه - شهرری - آبان ۱۳۹۴

محمدحسین ادیب اصفهانی (زادهٔ ربیع‌الاول ۱۲۵۵ هجری قمری ـ درگذشته ۱۰ رمضان ۱۳۲۵ هجری قمری) متخلّص به فروغی و معروف به ذُکاءُالمُلک از رِجال صاحب علم و معرفت و ادب در دورهٔ قاجار به‌شمار می‌رود. وی در اشعار و نوشته‌های خود به «ادیب» تخلّص می‌کرد. لقبِ فروغی را ناصرالدین شاه به او داد. او پدر محمدعلی فروغی، ادیب و سیاست‌مدار نامدار، و ابوالحسن فروغی، روشن‌فکر و نواندیش دینی است.

محمّدحسین فروغی استاد ادبیات فارسی مدرسهٔ علوم سیاسی تهران و مؤسس روزنامهٔ تربیت، اولین روزنامهٔ غیردولتی در داخل ایران بود.

## زندگی و فعالیت‌ها
محمّدحسین خان در اصفهان متولّد شده‌بود. که محمّدحسین خان فروغی فرزند آقا مهدی ارباب بوده‌است. جلال‌الدین همایی دربارهٔ شرح زندگی این خاندان مطالبی تأکید کرده‌است آن‌ها خانوادگی، درعین تجارت، اهل علم و فضل بوده‌اند. آقا مهدی مردی متدیّن بود، اما به عقاید خرافی و شهرت‌های عامیانه نمی‌گروید و امری را بدون تحقیق باور نمی‌داشت.
لقب ذُکاءُالمُلک (یعنی خورشیدِ مملکت)، ابتدا ازآنِ محمّدحسین خان بود، و پس از وی بود که پسرش محمدعلی خان به دستور محمدعلی شاه ملقّب به ذُکاءُالمُلک دوم شد؛ ازاین‌رو برای پرهیز از اشتباه، گاه به محمّدحسین خان فروغی «ذُکاءُالمُلک اوّل» نیز می‌گویند. محمّدحسین فروغی، کسی که ادیب، شاعر و مترجم زبردستی بود، در زمینه‌های تاریخ، فلسفه و علوم سیاسی فردی آگاه و صاحب‌نظر بود و در شعر و ادب آنقدر مهارت داشت که وقتی با سرودن شعری برای ناصرالدّین شاه، مایهٔ خشنودی وی شد، شاه لقبِ «فروغی» بدو داد. خود ذُکاءُالمُلک اوّل دربارهٔ لقب «فروغی» چنین گفته‌است:
| فروغ یافت چو از مدح شاه، گفته من |  | مرا خدیو معظم لقب «فروغی» داد |

او که استاد ادبیات، فلسفه، تاریخ و زبان عربی بود و با آن که با اعتمادالسلطنه، وزیر انطباعات و دارالترجمه، بسیار دوست بود و سعی بر آن داشت که علوم سیاسی را نیز جزئی از رشته‌های موجود در مدرسه دارالفنون قرار دهد ولی ناصرالدّین شاه از ایجاد رشته سیاسی در دارالفنون وحشت داشت زیرا به قول محمّدحسین خان فروغی «از کلمه آزادی، دموکراسی و قانون خوشش نمی‌آمد و از روشن شدن اذهان جوانان ایرانی وحشت داشت. از این رو ما نمی‌توانستیم هر مطلبی که بوی آزادی طلبی دارد عنوان کنیم.» محمّدعلی فروغی (ذُکاءُالمُلک دوم) بارها گفته و نوشته‌است من هرگاه که با پدرم محمّدحسین فروغی بودم به من می‌گفت:
در دوره ناصرالدّین شاه اگر کسی اسم قانون می‌برد گرفتار حبس و تبعید و آزار می‌شد.
در دوره پنجاه‌ساله ناصرالدّین شاه فقط دو ـ سه سال اول سلطنت او را که امیرکبیر صدر اعظم بود می‌توان گفت که دوره «روشنگری» برقرار بود و پس از مرگ او تا ۴۷ سال دیگر «دیکتاتوری ناصری» ادامه داشت؛ اما با آن که دیکتاتوری برقرار بود، ناصرالدین شاه به جز رشته سیاست، تدریس تمام علوم و فنون مرسوم جهانی را در دارالفنون رایج کرده بود و می‌توان به جرأت این دوره را با دوره استبداد منور اروپا از ابتدای رنسانس تا ۱۷۸۹ مقایسه کرد زیرا پادشاهان دیکتاتور مانند لویی چهاردهم، پادشاه فرانسه، کاترین دوم ملکه روسیه، فردریک دوم پادشاه پروس با وجود خودکامگی از نویسندگان تا آنجایی که به اساس خودکامگی آن‌ها مستقیماً لطمه نمی‌زد، میدان فعالیت می‌دادند؛ مانند ولتر و دالامبر. می‌توان به جرأت محمّدحسین خان فروغی را با نوشتن کتاب‌های مختلف فلسفی، تاریخی، ادبی و کتاب‌هایی مانند تاریخ سلاطین ساسانی، تاریخ اسکندر کبیر، غرایب زمین و عجایب آسمان، ترجمه سفر دور دنیا در هشتاد روز از ژول ورن و بالاخره کتاب باارزش دستور حکومت، ترجمه نامه علی بن ابی‌طالب به مالک اشتر و ده‌ها جلد کتاب علمی و فلسفی دیگر او را با دالامبر نویسنده دائرةالمعارف و ولتر مورخ بزرگ فرانسه مقایسه کرد.
محمّدحسین فروغی مجبور بود برای رسیدن به مقصود یعنی آگاه کردن دانش آموزان دارالفنون به علوم سیاسی، فلسفه و تاریخ را طوری تدریس کند که با نتیجه‌گیری از عقاید فلاسفه و مورّخین، محصلین به نظریات سیاسی مختلف آگاه شوند. محمّدحسین فروغی ضمن تدریس تاریخ عمومی جهان و ادبیات دنیا به‌ویژه اروپا و عقاید فلسفی فلاسفه از یونان باستان تا عصر برگسون، به‌طور ضمنی و غیرمستقیم علوم سیاسی را در قالب مسائل فلسفی و تاریخی به دانش‌آموزان دارالفنون می‌آموخت. محمّدحسین خان همچنین به‌واسطهٔ دوستی و هم‌فکری که با ملکم خان داشت در دوران ناصری، مدّتی تحت تعقیب یا طرف بی اعتنایی واقع شد. اعتمادالسّلطنه در یادداشت‌های خود در ۱۲ رمضان ۱۳۰۸ هجری قمری به گرفتاری محمّدحسین‌خان فروغی و ورود مأمورین به خانهٔ او اشاره نموده‌است:

عبدالله خان والی نوکر نایب السلطنه و میرزا ابوتراب خان نظم‌الدوله مستشار پلیس طهران، خانه را تفتیش کرده و همهٔ نوشته‌های او را با خود به نظمیه برده بودند. در آن زمان حکم دستگیری میرزا محمّدحسین خان فروغی را به جرم تقریر یک مقاله صادر کردند که با وساطت امین‌السلطان خلاصی یافت و به محبس نرفت.

وقتی که ناصرالدّین شاه در روز جمعه ۱۷ ذیقعدهٔ ۱۳۱۳ ه‍.ق به ضرب گلولهٔ میرزا رضا کرمانی از پای درآمد، محمّدحسین فروغی به فرزندش محمّدعلی‌خان فروغی گفت:

همین‌که نوبت سلطنت مظفرالدین شاه رسید، من که دست از طبیعتِ خود نمی‌توانستم بردارم، اولین روزنامهٔ غیردولتی را در همین شهر طهران تأسیس کرده و مندرجات آن را مشتمل بر مطالبی قرار دادم که کم‌کم چشم و گوش مردم به منافع و مصالح خودشان باز شود. این روزنامه را تربیت نام گذاشتم.

اولین شماره آن در پنجشنبه یازدهم رجب ۱۲۷۵ ه‍.خ انتشار یافت. محمدحسین فروغی در حدود ده سال از ۱۳۱۴ ه‍.ق (۱۲۷۵ ه‍.خ) تا ۲۹ محرم ۱۳۲۵ ه‍.ق (۲۹ مهر ۱۲۸۶ ه‍.خ) صاحب امتیاز روزنامهٔ تربیت بود. در این نشریه، اکثر مقالات اجتماعی، فلسفی و سیاسی را فرزندش محمدعلی فروغی می‌نوشت و مدیریت داخلی روزنامه هم با او بود. پدر و پسر در اداره روزنامه همکاری داشتند. هر دو نفر با هدف گسترش آزادی و دموکراسی قلم می‌زدند. درج مقالات تاریخی، ادبی، سیاسی و فلسفی این روزنامه برعهده محمدعلی بود و گاهی هم پدرش محمدحسین فروغی آن‌ها را تصحیح و راهنمایی‌های لازم را به او می‌نمود. آرا تربیتی و ترویج افکار متجددانه در روزنامه تربیت به وسیله او، اثر محسوسی در جمع روشنفکرانه زمان خود داشت. این افکار تجددخواهانه که ـ به عقیدهٔ برخی ـ گاه به شکل افراطی در ستایش از مغرب زمین و علم‌گرایی در آنجا به خصوص فرانسه به عنوان مهد تمدن تجلی می‌یافت، در آثاری که محمدعلی فروغی پسر محمدحسین خان که به‌عنوان مترجم با روزنامه همکاری می‌نمود، دنبال می‌شد. میرزا جهانگیرخان شیرازی (صوراسرافیل) در زمینه مهارت ارائه مطالب سیاسی محمدحسین فروغی و بیان عقاید آزادمنشانه او چنین می‌گوید:

تربیت، اول روزنامه آزادی است که در داخله ایران خصوصاً در پایتخت به چاپ رسیده‌است. خدماتی که این روزنامه به وطن ما کرده‌است علاوه بر معلومات و فوایدی که منتشر نموده یکی این است که مردم ایران از هرچه روزنامه بود آزرده خاطر بودند. تربیت به واسطه شیرینی بیان و مزایای چند که دارا بود مردم را روزنامه خوان کرد. دیگر اینکه اهل هوش می‌دانند که تمام مطالب گفتنی را ذکاءالملک در تربیت گفته و هنر بزرگ او همین است که چیزهایی را که در زمان استبداد کسی یارای گفتن نداشت به قدرت قلم و پرده و حجاب انشا و ادب چنان می‌گفت که اسباب ایراد نمی‌شد و مع‌ذلک زحمت و مرارت و صدماتی که در زیاده از ده سال روزنامه نویسی کشید و آزار و اذیت‌هایی که از دوست و دشمن دید در چند سال آخر عمر که وقت استراحت و فراغت بود به تصور کسانی که خارج از کار بودند درنمی آید.

محمدحسین فروغی از پیشگامان روشنفکری با هدف پیاده کردن مشروطیت و قانون اساسی(Constitution) بود. محمدعلی فروغی دربارهٔ پدرش چنین روایت می‌کند:

... من هم آن وقت به درجه‌ای رسیده بودم که در کار روزنامه با من گفتگو می‌کرد. یک روز پرسید مقاله‌ای که امروز برای روزنامه نوشته‌ام خواندی؟ عرض کردم :بلی. پرسید: دانستی چه تمهید مقدمه‌ای می‌کنم؟ من در جواب تأمّل کردم. فرمود: مقدمه می‌چینم برای این که به یک زبانی حالی کنم که کشور قانون لازم دارد. مقصودم این است که این حرف را به صراحت نمی‌توانست بزندو برای گفتن آن لطایف‌الحیل می‌بایستی بکار برد…

وقتی در سال ۱۲۷۸ خورشیدی مدرسه علوم سیاسی به همت نصرالله خان مشیرالدوله جهت تربیت کادر وزارت خارجه به همّت دوتن از پسرانش مؤتمن‌الملک و مشیرالملک (بعدها مشیرالدوله) تأسیس شد، محمّدحسین خان ذُکاءُالمُلک به ریاست مدرسه و فرزندش محمّدعلی فروغی به معاونت و استادی این مدرسه منصوب شدند. پدر و پسر در تدریس تاریخ، فلسفه، ادبیات، مبانی علوم سیاسی سعی و اهتمام داشتند و محمّدحسین فروغی به زبان فرانسه و عربی و محمّدعلی فروغی به زبان‌های فرانسه، انگلیسی، عربی به‌طور کامل و آلمانی به قدر فهم مطالب آگاهی داشت و برای تدریس، جزواتی را از زبان‌های خارجی به فارسی ترجمه می‌کردند.
کتاب عشق و عفت به ترجمه و کتابت ایشان با خط نستعلیقِ شکسته و در ۱۹۹ صفحه به میرپنج عبدالحسین‌خان سرباز در ربیع‌الاول ۱۳۲۹ ه‍.ق به دستور ناصرالدّین شاه تقدیم شد.

## درگذشت
فروغی در ۷۰ سالگی در ابتدای مشروطه در سال ۱۳۲۵ ق درگذشت و در گورستان ابن بابویه شهر ری به خاک سپرده شد.